# Batumi
Batumi (georgisk: ბათუმი batumi) er hovedstaden i den sydvestgeorgiske provins Adjarien. Byen har 169.095(2020) indbyggere og ligger ved Sortehavet ca. 20 km fra grænsen til Tyrkiet.
Batumi har en aktiv erhvervshavn. Året rundt besejler især mange oliecoastere havnen. Der er også en mindre turistrute over Sortehavet. Byen bærer præg af at være en havneby med spisesteder og cafeer. 
Modsat andre byer i Georgien er husene i Batumi meget farvestrålende.[kilde mangler] De er malet gule, lyserøde, blå og lyseblå, ferskenfarvede og i mange andre farvekombinationer. 
Batumi har badestrande.
Der kører 'bumletog' til og fra Tbilisi hver dag. Man kan også for omkring 90 kroner køre med hurtigtoget fra Tbilisi til Batumi. Rejsen varer omkring 5 timer.
Batumi blev grundlagt af grækerne som Batis.